# Arnold Pfister
Arnold Pfister (* 20. März 1901 in Basel; † 24. September 1966 ebenda) war ein Schweizer Kunsthistoriker, Inkunabelforscher, Autor und bibliophiler Sammler.

## Leben und Werk

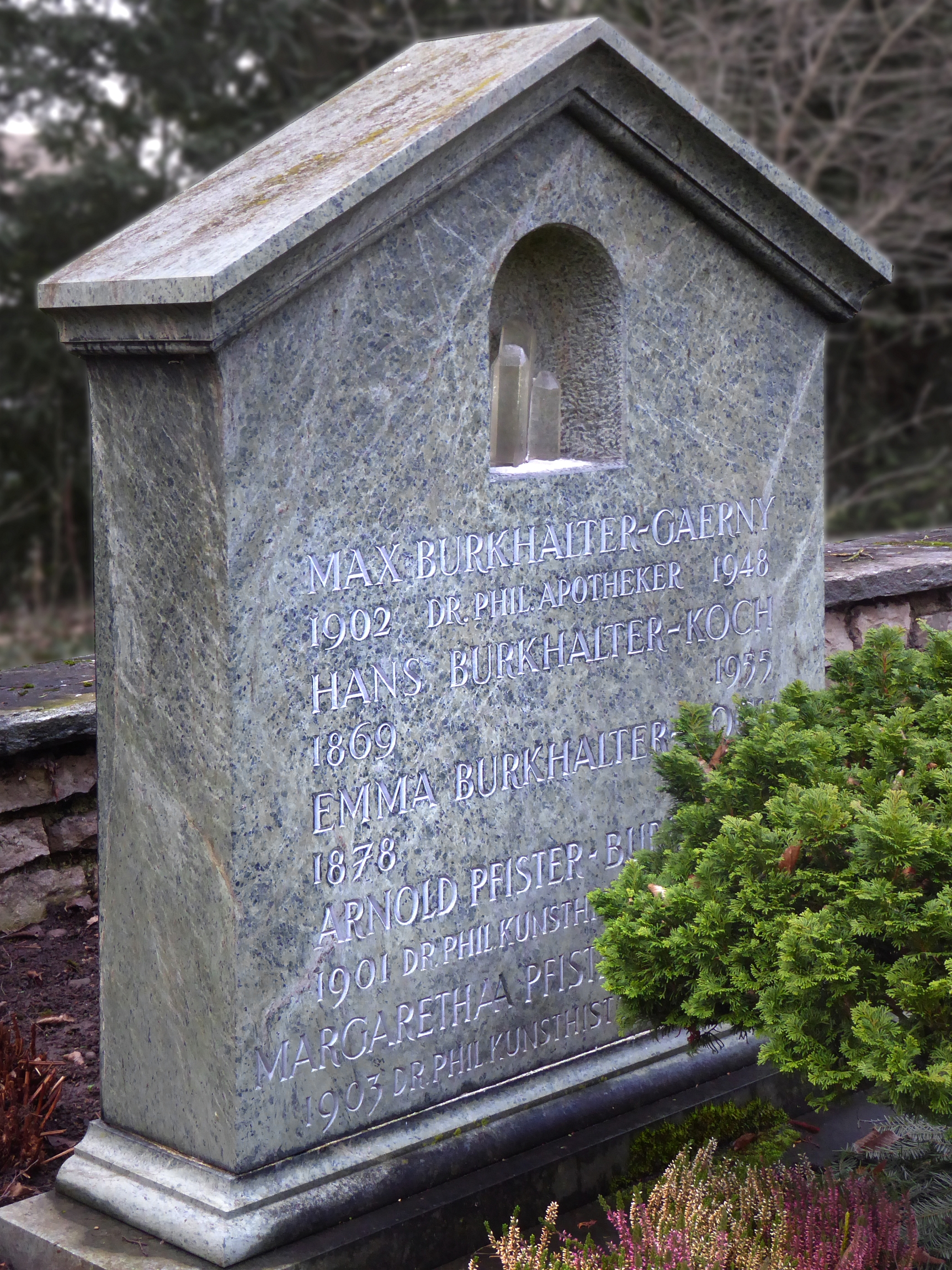
Familiengrab, Friedhof am Hörnli, Basel

Arnold Pfister studierte Kunstgeschichte an der Universität Basel und in München. 1927 wurde er bei Heinrich Alfred Schmid promoviert. Anschliessend betreute er bis Ende 1940 ehrenamtlich das Schweizerische Inkunabelrepertorium an der Universitätsbibliothek Basel. 
1942 verfasste er einen Beitrag Über Anfänge und erste Entwicklung des Druckes medizinischer Werke in Basel. Für die Festschrift für den damaligen Verwaltungsratspräsidenten der Ciba-Geigy Jacques Brodbeck-Sandreuter (1882–1944). Im gleichen Jahr erschien Pfisters Artikel Aus der Frühzeit des Basler und Schweizer Buchdrucks. Fünfzehn Jahre später erschien eine durch Exkurse und Quellenangaben erweiterte Ausgabe.
Arnold Pfister erhielt als bibliophiler Sammler 1956 den Auftrag, unter Benützung Hans Koeglers (1874–1950) Nachlass «eine Bibliographie der Basler Drucke der ersten Hälfte des 16. Jahrhunderts mit Berücksichtigung auch des graphischen Inhalts» herzustellen. Diese langjährige Arbeit wurde durch sein Augenleiden stark erschwert.
Seine systematischen Forschungen führten Pfister zu den Basler medizinischen Druckwerken des 16. Jahrhunderts und statuierten damit im Basler Verlagswesen einen Gegenpol zur liturgisch-scholastischen Welt der Inkunabelzeit. Zudem bot ihm die Erwerbung zahlreicher älterer botanischer Drucke aus zwei Genfer Privatbüchereien durch die Basler Bibliothek Anlass zu weiterführender Forschung.
1939 erschien sein Buch über Baudenkmäler in Lörrach vornehmlich aus der klassizistischen und der Biedermeierzeit. Als er in Zürich auf den Nachlass von Gottfried Semper stiess, widmete er sich der Baugeschichte des Polytechnikums Zürich.
Max Pfister war mit der Kunsthistorikerin Margarete Pfister-Burkhalter (1903–1999) verheiratet. Das Ehepaar fand seine letzte Ruhestätte auf dem Friedhof am Hörnli.

## Publikationen (Auswahl)
- Melchior Berri. Ein Beitrag zur Kultur des Spätklassizismus in Basel. Teil 1. In: Basler Jahrbuch 1931, S. 59–150 (Digitalisat).
- Melchior Berri. Ein Beitrag zur Kultur des Spätklassizismus. Teil 2. In: Basler Jahrbuch 1936, S. 179–223 (Digitalisat).
- Das deutsche Speculum Humanae Salvationis (Spiegel menschlicher Behaltnis) Basel: Bernhard Richel, 31. August 1476 und der frühe Basler Inkunabelholzschnitt. Frobenius, Basel 1937 (Dissertation).
- Lörracher Bauten. Ein praktischer Beitrag zum Heimatschutz und zum badischen Klassizismus Weinbrenners. Reinhard, Lörrach 1939.
- Über Anfänge und erste Entwicklung des Druckes medizinischer Werke in Basel. In: Festschrift für Dr. J. Brodbeck-Sandreuter. Schwabe, Basel 1942, S. 335–364.
- Aus der Frühzeit des Basler und Schweizer Buchdrucks. In: Die Ernte.  Jg. 23, 1942, S. 97–128.
- Vom frühen Schweizer und Basler Buchdruck. In: Stultifera Navis. Mitteilungsblatt der Schweizerischen Bibliophilen-Gesellschaft, 14, 1957, S. 28–59 (Digitalisat).
- Die Pflanze und das Buch. In: Zeitschrift der Schweizerischen Bibliophilen-Gesellschaft. Bd. 6, Heft 3, 1963, S. 147–185 (Digitalisat).